# 鹿児島県道211号小山田川田蒲生線
鹿児島県道211号小山田川田蒲生線（かごしまけんどう211ごう こやまだかわたかもうせん）は、鹿児島県鹿児島市から姶良市に至る一般県道である。

## 概要

### 路線データ
- 起点：鹿児島県鹿児島市小山田町（塚田交差点、国道3号交点）
- 終点：鹿児島県姶良市蒲生町北（鹿児島県道42号川内加治木線交点）

## 地理

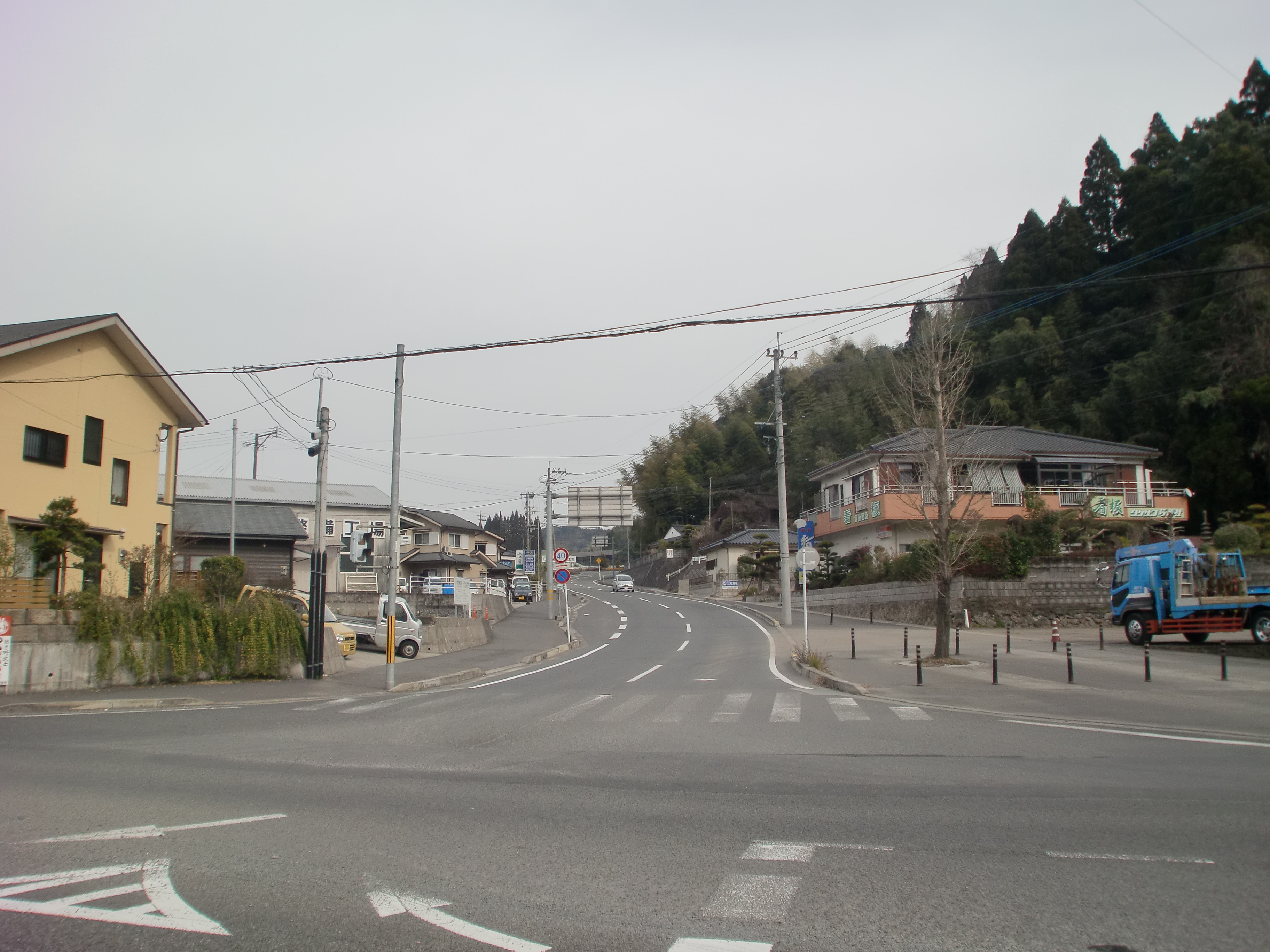
塚田交差点から蒲生方面を望む

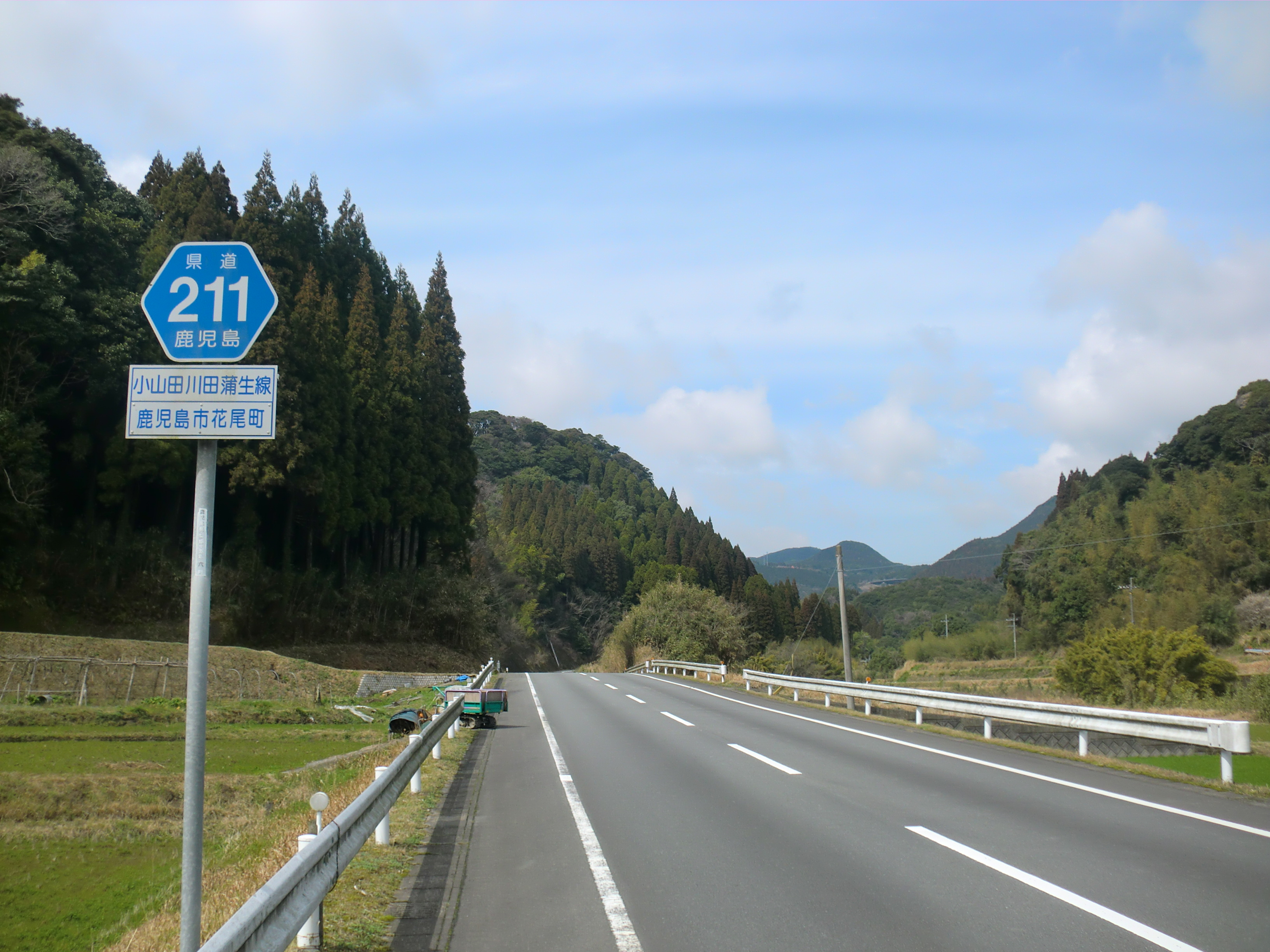
鹿児島市花尾町

### 通過する自治体
- 鹿児島市
- 姶良市

### 交差する道路
| 交差する道路                          | 市町村名 | 交差する場所 | 交差する場所      |
| ------------------------------------- | -------- | ------------ | ----------------- |
| 国道3号                               | 鹿児島市 | 小山田町     | 塚田交差点 / 起点 |
| 鹿児島県道40号伊集院蒲生溝辺線        | 鹿児島市 | 東俣町       |                   |
| 鹿児島県道395号山之口真黒線           | 姶良市   | 蒲生町久末   |                   |
| 鹿児島県道42号川内加治木線 / 空港道路 | 姶良市   | 蒲生町北     | 終点              |

### 沿線
- 鹿児島市立南方小学校
- 鹿児島市立花尾小学校
- 花尾神社